# Premjer Liqasy 2011/2012
Premjer Liqasy 2011/2012, känd som Unibank Premjer Liqasy av sponsormässiga skäl, var den 12:e säsongen av azerbajdzjansk toppfotboll sedan starten 1992. Nefttji Baku var regerande mästare sedan de vann ligan säsongen 2010/2011. Sammanlagt spelade 12 lag i ursprungsserien, de 10 klubbarna som spelade förra säsongen, en klubb flyttades upp från förstadivisionen och en helt ny klubb tillkom i stället för den konkursade förstadivisionsvinnaren FK Absjeron. Ligaformatet var detsamma som säsongen 2010/2011.
Efter att säsongen avslutats stod Nefttji Baku för andra året i rad som slutsegrare. Två klubbar flyttas ned, Turan Tovuz och Standard Sumgajit.

## Klubbar
MOIK Baku relegerades till förstadivisionen efter att ha slutat sist säsongen 2010/2011. De ersattes av vinnaren av förstadivisionen, FK Absjeron samt tvåan Ravan Baku. På grund av sponsorproblem tvingades FK Absjeron avstå sin plats och ersattes av Sumgajit FK. Den 31 maj 2011 meddelade FK Gəncə att klubben bytte namn till FK Kəpəz. Den 18 juli drog sig FK Mughan ur, även dem med sponsorsvårigheter, och ersattes av Simurq PFK.

### Arenor
| Klubb      | Plats    | Arena                      | Kapacitet |
| ---------- | -------- | -------------------------- | --------- |
| AZAL       | Baku     | AZAL-stadion               | 3,000     |
| FK Baku    | Baku     | Tofiq Bähramov stadion     | 30,000    |
| Kəpəz      | Ganja    | Ganja stadsstadion         | 25,000    |
| Inter      | Baku     | Sjafa-stadion              | 8,150     |
| Chazar     | Lankaran | Lankaran stadsstadion      | 15,000    |
| Nefttji    | Baku     | Ismat Gajibov-stadion      | 5,000     |
| Qarabağ    | Ağdam    | Guzanlis olympiska stadion | 2,000     |
| Qäbälä FK  | Qäbälä   | Qäbälä stadsstadion        | 2,000     |
| Sumqajyt   | Sumqajyt | Mehdi Husejnzade-stadion   | 26,000    |
| Ravan Baku | Baku     | EJB                        | TBA       |
| Simurq     | Zaqatala | Zaqatala stadsstadion      | 3,500     |
| Turan      | Tovuz    | Tovuz stadsstadion         | 10,000    |

### Klubbinformation
| Lag        | Tränare             | Lagkapten            | Kittillverkare | Tröjsponsor            |
| ---------- | ------------------- | -------------------- | -------------- | ---------------------- |
| AZAL       | Vaqif Sadygov       | Aqil Nabijev         | Umbro          | Silk Way               |
| FK Baku    | Novruz Azimov       | Dzjamsjid Maharramov | Macron         |                        |
| Qäbälä FK  | Fatih Kavlak        | Mahir Sjukurov       | Erreà          | Hyundai                |
| İnter Baku | Kachaber Tschadadze | Vladimir Levin       | Umbro          | IBA                    |
| Kəpəz      | Fuad Ismajilov      | Azer Mammadov        | Adidas         | Nakhchivan Car Factory |
| Chazar     | Junis Hüsejnov      | Rahid Amirgulijev    | Puma           | Palmali                |
| Nefttji    | Bojukagha Hadzjijev | Rail Malikov         | Adidas         | SOCAR                  |
| Qarabağ    | Qurban Qurbanov     | Rasjad Sadiqov       | Kappa          | Azersun                |
| Ravan Baku | Bahman Hasanov      | Miloš Zečević        | Legea          | Nissan                 |
| Simurq     | Giorgi Tjichradze   | Rasim Ramaldanov     | Kappa          |                        |
| Sumqajit   | Bernhard Raab       | Samir Abbasov        | Kappa          | Azerkimja              |
| Turan      | Asqar Abdullajev    | Aftandil Hadzjijev   | Kappa          | SivArt TV PLUS         |

### Tränarbyten
| Lag        | Tränare (ut)         | Anledning                   | Datum (ut)        | Tabell    | Tränare (in)        | Datum (in)        |
| ---------- | -------------------- | --------------------------- | ----------------- | --------- | ------------------- | ----------------- |
| AZAL       | Nazim Sulejmanov     | Avgick                      | 7 juli 2011       | Försäsong | Elchan Abdullajev   | 12 juli 2011      |
| Nefttji    | Arif Asadov          | Avgick                      | 29 juli 2011      | Försäsong | Bojukagha Hadzjijev | 2 augusti 2011    |
| Ravan Baku | Bahman Hasanov       | Avgick                      | 20 september 2011 | 11:a      | Vladislav Kadyrov   | 20 september 2011 |
| AZAL       | Elchan Abdullajev    | Avgick                      | 31 oktober 2011   | 10:a      | Rafiq Mirzajev      | 1 november 2011   |
| Qäbälä     | Tony Adams           | Avgick                      | 16 november 2011  | 6:a       | Fatih Kavlak        | 16 november 2011  |
| Kapaz      | Mehman Allahverdijev | Avgick                      | 21 november 2011  | 10:a      | Mirbaghir Isajev    | 21 november 2011  |
| Chazar     | Mircea Rednic        | Sparkad                     | 4 december 2011   | 3:a       | Cüneyt Biçer        | 5 december 2011   |
| Kapaz      | Mirbaghir Isajev     | Avgick                      | 24 december 2011  | 10:a      | Fuad Ismajilov      | 1 januari 2012    |
| Ravan Baku | Vladislav Kadyrov    | Sparkad                     | 5 februari 2012   | 8:a       | Bahman Hasanov      | 6 februari 2012   |
| Simurq     | Sergej Juran         | Sparkad                     | 5 mars 2012       | 10:a      | Igor Getman         | 5 mars 2012       |
| Simurq     | Igor Getman          | Tillfällig tränare          | 11 mars 2012      | 10:a      | Giorgi Tjichradze   | 11 mars 2012      |
| FK Baku    | Aleksandrs Starkovs  | Ömsesidigt uppsagt kontrakt | 11 mars 2012      | 5:a       | Novruz Azimov       | 11 mars 2012      |
| Chazar     | Cüneyt Biçer         | Sparkad                     | 15 mars 2012      | 4:a       | Junis Hüsejnov      | 15 mars 2012      |
| AZAL       | Rafiq Mirzajev       | Ömsesidigt uppsagt kontrakt | 2 april 2012      | 7:a       | Majs Azimov         | 2 april 2012      |
| AZAL       | Majs Azimov          | Tillfällig tränare          | 6 april 2012      | 7:a       | Vaqif Sadygov       | 6 april 2012      |

## Ligatabell
| Nr | Lag            | S  | V  | O | F  | GM | IM | MS  | P  |
| -- | -------------- | -- | -- | - | -- | -- | -- | --- | -- |
| 1  | Neftçi         | 22 | 16 | 1 | 5  | 45 | 17 | +28 | 49 |
| 2  | İnter Bakı     | 22 | 13 | 6 | 3  | 21 | 10 | +11 | 45 |
| 3  | Xəzər Lənkəran | 22 | 13 | 5 | 4  | 33 | 19 | +14 | 44 |
| 4  | Qarabağ        | 22 | 12 | 5 | 5  | 27 | 14 | +13 | 41 |
| 5  | Bakı           | 22 | 10 | 5 | 7  | 27 | 22 | +5  | 35 |
| 6  | Qəbələ         | 22 | 10 | 5 | 7  | 27 | 23 | +4  | 35 |
| 7  | AZAL           | 22 | 8  | 5 | 9  | 35 | 35 | 0   | 29 |
| 8  | Rəvan          | 22 | 6  | 7 | 9  | 23 | 29 | −6  | 25 |
| 9  | FK Kəpəz       | 22 | 6  | 4 | 12 | 26 | 38 | −12 | 22 |
| 10 | Simurq         | 22 | 5  | 4 | 13 | 18 | 34 | −16 | 19 |
| 11 | Sumqayıt       | 22 | 4  | 3 | 15 | 16 | 37 | −21 | 15 |
| 12 | Turan          | 22 | 3  | 2 | 17 | 13 | 33 | −20 | 11 |

### Mästarslutspel
| Nr | Lag            | S  | V  | O | F  | GM | IM | MS  | P  |
| -- | -------------- | -- | -- | - | -- | -- | -- | --- | -- |
| 1  | Neftçi         | 32 | 20 | 3 | 9  | 55 | 30 | +25 | 63 |
| 2  | Xəzər Lənkəran | 32 | 17 | 8 | 7  | 44 | 28 | +16 | 59 |
| 3  | İnter Bakı     | 32 | 16 | 8 | 8  | 29 | 21 | +8  | 56 |
| 4  | Qarabağ        | 32 | 15 | 8 | 9  | 37 | 28 | +9  | 53 |
| 5  | Qəbələ         | 32 | 15 | 7 | 10 | 43 | 32 | +11 | 52 |
| 6  | Bakı           | 32 | 15 | 5 | 12 | 42 | 36 | +6  | 50 |

### Nedflyttningsslutspel
| Nr | Lag      | S  | V  | O  | F  | GM | IM | MS  | P  |
| -- | -------- | -- | -- | -- | -- | -- | -- | --- | -- |
| 1  | AZAL     | 32 | 12 | 8  | 12 | 44 | 44 | 0   | 44 |
| 2  | Rəvan    | 32 | 10 | 11 | 11 | 39 | 39 | 0   | 41 |
| 3  | Simurq   | 32 | 8  | 10 | 14 | 27 | 41 | −14 | 34 |
| 4  | FK Kəpəz | 32 | 9  | 5  | 18 | 35 | 55 | −20 | 32 |
| 5  | Turan    | 32 | 6  | 7  | 19 | 26 | 42 | −16 | 25 |
| 6  | Sumqayıt | 32 | 6  | 6  | 20 | 27 | 52 | −25 | 24 |